# ألان هان
ألان هان (بالإنجليزية: Allan Hahn)‏ هو عالم أسترالي، ولد في 1951.